# Hurley (Nouveau-Mexique)
Hurley est une ville du comté de Grant, au Nouveau-Mexique, aux États-Unis. Sa population était de 1 297 personnes au recensement de 2010 contre 1 464 au recensement de 2000.

## Géographie
Hurley est situé dans le centre-est du comté de Grant. La route 180 traverse la ville, menant jusqu’à Bayard au nord, et jusqu’à Deming et l’Interstate 10 au sud-est. L’aéroport du comté de Grant (en) et le hameau et ranch d’Apache Tejo sont à environ 3 miles au sud de Hurley. La grande mine à ciel ouvert Chino et ses installations se trouvent juste à l’est de Hurley.

## Dans la culture populaire
Des scènes du western Lone Ranger : Naissance d'un héros de 2013 furent filmés autour de Hurley.

## Personnages célèbres
- Mangas Coloradas y est mort.